# 제26호 과학위성 히토미
히토미(일본어: ひとみ) 또는 ASTRO-H, 또는 새로운 엑스선 망원경(New X-ray Telescope, NeXT)은 우주의 매우 강력한 현상들을 관측하기 위해 발사되었던 일본 우주항공연구개발기구의 엑스선 관측위성이었다. 히토미는 ASTRO-D 위성이 진행하던, 10 keV 대역의 엑스선 대역의 연구를 더 진행하기 위한 목적으로 기획되었다. 히토미는 원래 "새로운 엑스선 망원경"이라고 불리다가, 발사 시에는 ASTRO-H라고 불렸다. 위성이 궤도에 진입하고 태양 전지판이 전개되자, 위성의 이름은 히토미로 재차 개명되었다. 히토미는 2016년 2월 17일 발사되었지만, 고도 조정 장비들의 문제로 히토미가 비정상적으로 빠른 속도로 회전하는 바람에 구조적으로 약한 장비들이 떨어져 나갔고, 이 때문에 같은 해 3월 26일 신호가 끊겼다.

## 목적
히토미 위성의 발사 목적은 우주의 진화 과정과 커다란 구조를 탐사하는 것이었고, 은하단 내부의 암흑 물질 분포와 은하단의 진화 과정도 같이 연구할 예정이었다. 물질들이 강한 중력장 안(예시로, 블랙홀 안으로 빨려 들어가는 물질)에서 어떻게 행동하는지, 우주선이 가속되면 나타나는 물리적 성질을 탐사하기도 할 예정이었다. 또한 초신성 관측도 진행하려고 하였다. 이러한 목적들을 달성하기 위해, 위성은 다음과 같은 성능을 낼 수 있어야 했다.
1. 강력한 엑스선 망원경과 사진기, 분광기[9]
2. 극소 열량계를 사용한 고-에너지 해상도 분광 관측[9]
3. 0.3-600 keV 대역을 넘는, 민감하면서도 넓은 대역의 관측[9]

히토미는 1979년 처음 발사되었던 JAXA의 엑스선 망원경 시리즈들 중 6번째였고, 히토미의 "전임자"였던 스자쿠보다 더 어두운 대상들을 관측할 수 있도록 설계되었다. 히토미는 3년 간 임무를 수행하기로 계획되어 있었다. 발사 당시에는 1999년에 발사되었던 찬드라 엑스선 관측선와 XMM-뉴턴 두 대의 엑스선 망원경이 궤도에서 임무를 수행하고 있었다.

## 장비
히토미는 강도가 약한 엑스선부터 감마선 대역을 고에너지 해상도로 관측할 수 있도록 광자를 검출하는 네 개의 장비를 싣고 있었다. 히토미는 JAXA 주도로 미국, 캐나다, 유럽 등 각지에서 70개 이상의 기관, 160명 이상의 과학자들과의 국제 협력을 통해서 만들어졌다. 히토미의 중량은 약 2.7톤이었고, 발사 당시에는 일본에서 가장 무거운 엑스선 망원경이 되 있었다. 히토미의 길이는 약 14 m였다.
두 개의 약한 엑스선 망원경(SXT-S, SXT-I)들의 초점 거리는 5.6 m였고, 약한 엑스선 분광기(SXS)에 빛을 집중시켰다. 이 기기는 NASA가 제작하였으며, 에너지 대역은 0.4-12 keV였다. 그리고 약한 에너지 사진기(SXI)의 에너지 대역은 0.3-12 keV였다.
두 개의 강한 엑스선 망원경(HXT)들의 초점 거리는 12 m였고, 강한 엑스선 사진기(HXI)에 빛을 집중시켰다. 이 기기의 에너지 대역은 5-80 keV였으며, 위성이 궤도에 진입했을 때 펼쳐지는 6m 길이의 "신전식 광학 벤치"(伸展式光学ベンチ, Extendable Optical Bench, EOB) 끝 판에 장착되었다. 캐나다 우주국은 "캐나다 ASTRO-H 계측 시스템"(Canadian ASTRO-H Metrology System, CAMS)을 제공했으며, 이 기기는 신전식 광학 벤치의 뒤틀림을 측정하는 레이저 얼라인먼트 시스템이었다.
두대로 구성된 약한 감마선 검출기(SGD)는 각각 세개의 콤프턴카메라를 가지며, 위성의 양쪽 측면에 장착되었다. 한개의 콤프턴 카메라는 112장의 Si/CdTe 이미지 센서로 구성되며, 콤프턴 이미징 방식으로 60-600 KeV 대역의 감마선을 검출한다. 이 검출기는 동일본대지진 당시 후쿠시마 원전사고로 인하여 오염된 방사선 핫스팟을 이미징하는 장비로 응용되기도 하였다.
네덜란드 우주 연구 기관과 제네바 대학교의 협력을 통해서, 분광기의 필터 휠과 교정 자료를 제공받았다.

## 발사
2008년, 히토미의 발사는 2013년으로 예정되었었지만, 2013년에 다시 2015년으로 연기되었다. 2016년 2월에는 그 달 12일에 발사가 예정되었지만, 기상 악화로 또 다시 연기되었다.
2월 17일 협정 세계시 8시 45분, 히토미는 다네가시마 우주 센터에서 H-IIA 로켓에 실려 발사되어 575 km 고도의 지구 저궤도로 진입했다. 발사 14분 후, 위성은 로켓에서 분리되었고 태양 전지판을 펼친 후, 궤도에서의 점검을 실시했다. 궤도 공전주기는 96분이었고, 경사각은 약 31도 가량이었다.

## 신호 두절
2016년 3월 27일, JAXA는 3월 26일 07:40 UTC부터 히토미와의 통신이 "가동 단계부터 이상"을 일으켰다고 발표하였다. 같은 날, 미국의 연합우주작전센터는 3월 26일 08:20 UTC에 위성이 다섯 조각으로 분해되는 것을 관측하였다고 트위터에 발표하였고, 또한 히토미의 궤도는 그 날 갑자기 바뀌었다. 통합우주운용센터의 추후 분석을 통해 01:42 UTC에 히토미 근처에 있었을 만한 우주 쓰레기를 찾아내긴 했지만, 위성이 우주 쓰레기에 맞았다는 증거는 아무것도 없었다. 3월 26~28일, JAXA는 히토미로부터 매우 짧은 세 번의 신호를 수신하였다. 신호는 히토미가 내는 신호 대역인 200 kHz 대역이었고, 신호가 온 위치와 시간대를 따져 본 결과 히토미로부터 온 것이 맞다고 결론지었다. 하지만 이후의 분석에서는 이 신호가 히토미로부터 온 것이 아니며, 국제 전기 통신 연합에 등록되지 않은 전파 근원지 어디에선가 온 것임이 드러났다.
JAXA는 통신을 복구하고 위성을 통제하기 위해 노력했지만, "복구는 며칠이 아니라 몇 달이 걸릴 것이다". 처음에는 비극적인 원인들보다는 헬륨 가스 누출, 배터리 폭발, 추진기가 계속 열림으로 인한 위성의 회전 등으로 인해 통신이 끊겼다는 생각들이 제안되었다. JAXA는 4월 1일 히토미가 3월 25일 19:10 UTC에 고도 조정 능력을 잃었다고 발표하였다. 통신 두절 직전에 전송된 공학적 데이터들을 분석한 끝에, 헬륨 가스나 배터리에는 문제가 없다는 사실이 밝혀졌다.
같은 날, 통합우주운용센터는 10개의 우주 파편들(기존 발표치보다 5개 많다)에 대한 궤도 정보를 발표했으며, 그 중 한 개는 확실히 위성 본체와 혼동될 수 있을 만하게 컸다. 아마추어 추적가들은 위성 본체(물체 A)가 1.3~2.6초에 한 번식 회전하고, 다음으로 큰 물체(물체 L)는 10초에 한 번씩 회전하는 것을 관측하였고, 히토미가 궤도에서 빙빙 돌았다고 믿었다.
JAXA는 4월 28일 위성을 복구하고자 하는 시도를 중단하였고, 변칙적인 요소 탐색에 주를 기울였다. 위성의 통신 두절 및 파괴는 관성 기준 유닛(IRU)가 3월 25일 19:10 UTC에 1시간당 21.7도 회전함을 보고하면서 시작되었다(이 때 위성은 확실히 안정 상태였으며, 회전은 없었다)는 것으로 결론지어졌다. 고도 조절 시스템은 히토미의 반작용 조절 바퀴를 사용하여 "존재하지도 않는" 회전을 멈추려고 시도하였고, 위성이 반대 방향으로 회전하게끔 만들었다. IRU가 계속해서 잘못된 데이터를 주었기 때문에, 반작용 조절 바퀴는 과도한 운동량을 모으기 시작했고, 위성의 컴퓨터는 위성을 "안전 고정" 모드로 진입시켰다. 고도 조절 시스템은 추진기를 사용하여 우주선을 안정화시키려고 하였으나, 태양 감지기는 태양 방향을 볼 수 없었고 소프트웨어 오류로 추진기가 가동됨에 따라 히토미가 엄청난 속도로 회전하도록 만들었다. 이러한 강한 회전 때문에, 3월 26일 위성의 여러 부품이 분리되어 날아갔고, 이 부품들은 두 개의 태양 전지판과 신전식 광학 벤치라고 생각된다.

## 대체 임무 가능성
히토미의 대체 임무는 2016년 6월 21일 처음 제기되었다. 교도 통신사에 의하면, JAXA는 "히토미 2호"를 H3 발사체에 실어 2020년대 초반에 발사하는 것을 고려 중이다. 히토미 2호는 거의 히토미를 배끼다시피 할 디자인을 가질 것이다. 하지만 6월 27일, 니혼케이자이 신문의 기사에서는 일본 문부과학성은 히토미의 대체 임무에 돈을 투자하기에는 너무 이르다고 판단하였다고 하였다. 또한 이 기사에서는 NASA가 이 대체 임무에 지원을 해 줄 의향이 있음을 표현했다고도 적혀 있다.
2016년 7월 14일, JAXA는 히토미의 "후임"에 관한 연구 진행을 언론에 발표하였다. 이 발표에 따르면, 위성은 "히토미 재조립"이 되겠지만 히토미의 문제점을 보완할 것이며, 2020년 H-IIA 로켓으로 발사될 예정이다. "ASTRO-H 후임"의 과학적 임무 목표는 SXS 기기를 기반으로 할 것이다. 일본 문부과학성의 하세 히로시는 7월 15일 언론 회담에서 2017년 국가 예산에서 히토미 2호를 위한 예산이 할당될 예정이라고 하였고, 히토미의 파괴에 관한 조사는 완료되었고 따라서 사고가 반복되는 것을 막을 수 있으며, 이에 따라 히토미 후속 임무를 받아들일 생각이라고 밝혔다.

## 같이 보기
- 엑스선천문학